# Maláj ringgit
A maláj ringgit Malajzia hivatalos pénzneme. Nevezik még maláj dollárként is.

## Neve
A ringgit szó malájul recést jelent, a szó eredetileg az egykor igen elterjedt spanyol dollárok recés peremére utalt. A szingapúri és a brunei dollár maláj neve szintén ringgit, ellenben az amerikai és az ausztrál dollár neve dolar. 1975 augusztusa óta a valuta egyedüli hivatalos megnevezése Malajziában a ringgit és a sen, azelőtt az angol dollar és cent megnevezéseket is hivatalosnak ismerték el. Az angol változat még most is használatban van egyes területeken (például a Pinang-szigeten), továbbá a Maláj-félszigeten ismert a kupang pénznév is, amelyet a tízsenes címletre használnak.

## Története
A malajziai ringgit (amit ekkor még gyakrabban hívtak dollárnak) 1967. június 2-án vette át a malájföldi és brit-borneói dollár helyét 1:1 arányban. A bankjegyek kibocsátója az újonnan alapított jegybank, a Bank Negara Malaysia lett. A malajziai ringgitet 1973-ig korlátozás nélkül át lehetett váltani szingapúri és brunei dollárra, ma azonban csak az utóbbi két valuta váltható át.

## Érmék

### Első sorozat
| érték     | tulajdonságok | tulajdonságok | leírás               | leírás        | leírás              | dátum          | dátum            |
| érték     | átmérő        | anyag         | szegély              | előlap        | hátlap              | első nyomtatás | kibocsátás       |
| --------- | ------------- | ------------- | -------------------- | ------------- | ------------------- | -------------- | ---------------- |
| 1 sen     | 18 mm         | Bronz         | sima                 | érték, évszám | a parlament épülete | 1967           | 1967. június 12. |
| 1 sen     | 18 mm         | réz           | sima                 | érték, évszám | a parlament épülete | 1973           | ?                |
| 5 sen     | 16 mm         | kupronikkel   | bordás               | érték, évszám | a parlament épülete | 1967           | 1967. június 12. |
| 10 sen    | 19 mm         | kupronikkel   | bordás               | érték, évszám | a parlament épülete | 1967           | 1967. június 12. |
| 20 sen    | 23 mm         | kupronikkel   | bordás               | érték, évszám | a parlament épülete | 1967           | 1967. június 12. |
| 50 sen    | 28 mm         | kupronikkel   | bordás               | érték, évszám | a parlament épülete | 1967           | 1967. június 12. |
| 50 sen    | 28 mm         | kupronikkel   | BANK NEGARA MALAYSIA | érték, évszám | a parlament épülete | 1971           | ?                |
| 1 ringgit | 33 mm         | kupronikkel   | BANK NEGARA MALAYSIA | érték, évszám | parlament épülete   | 1971           | 1971. május 1.   |

### Második sorozat
| Érték     | tulajdonság | tulajdonság | leírás               | leírás        | leírás                  | dátum          | dátum               |
| Érték     | átmérő      | anyag       | szegély              | előlap        | hátlap                  | első nyomtatás | kibocsátás          |
| --------- | ----------- | ----------- | -------------------- | ------------- | ----------------------- | -------------- | ------------------- |
| 1 sen     | 18 mm       | Bronz       | sima                 | érték, évszám | Rebana ubi              | 1989           | 1989. szeptember 4. |
| 5 sen     | 16 mm       | kupronikkel | bordás               | érték, évszám | Gasing                  | 1989           | 1989. szeptember 4. |
| 10 sen    | 19 mm       | kupronikkel | bordás               | érték, évszám | Congkak                 | 1989           | 1989. szeptember 4. |
| 20 sen    | 23 mm       | kupronikkel | bordás               | érték, évszám | Sirih és kapur konténer | 1989           | 1989. szeptember 4. |
| 50 sen    | 28 mm       | kupronikkel | BANK NEGARA MALAYSIA | érték, évszám | Wau                     | 1989           | 1989. szeptember 4. |
| 1 ringgit | 24 mm       | réz–cink–ón | bordás               | érték, évszám | Kris                    | 1989           | 1989. szeptember 4. |
| 1 ringgit | 24 mm       | réz–cink–ón | bordás               | érték, évszám | Kris                    | 1993           | ?                   |

### Harmadik sorozat
2011 júliusában új sorozatot bocsátottak ki.
| Névérték | Műszaki paraméterek | Műszaki paraméterek | Műszaki paraméterek | Műszaki paraméterek          | Leírás | Leírás   | Leírás                                             | Dátumok    | Dátumok    |
| Névérték | Átmérő              | Vastagság           | Tömeg               | Összetétel                   | Perem  | Előlap   | Hátlap                                             | Első veret | Kibocsátás |
| -------- | ------------------- | ------------------- | ------------------- | ---------------------------- | ------ | -------- | -------------------------------------------------- | ---------- | ---------- |
| 5 sen    | 17,78 mm            | 1,12 mm             | 1,72 g              | rozsdamentes acél            | sima   | névérték | Kadazan Dusun törzs által használt szövet Sabahban | 2011       | 2011       |
| 10 sen   | 18,8 mm             | 1,5 mm              | 2,98 g              | rozsdamentes acél            | recés  | névérték | fejdísz                                            | 2011       | 2011       |
| 20 sen   | 20,6 mm             | 1,75 mm             | 4,18 g              | nikkel-sárgaréz              | érdes  | névérték | jázmin                                             | 2011       | 2011       |
| 50 sen   | 22,65 mm            | 1,92 mm             | 5,66 g              | nikkel-sárgaréz védőréteggel | sima   | névérték | maláj motívum                                      | 2011       | 2011       |